# 平岸我楽多団
平岸我楽多団（ひらぎしガラクタだん）は、北海道テレビ放送で2015年10月10日未明から2017年9月27日まで放映されたバラエティ番組。

## 番組概要
北海道内外の新たな才能・人材を集めた無名の新人達等が進取の精神あふれるDNAを継承しつつ、新たなチームと自由な発想、斬新な手法でさまざまな企画に挑んでいく実験的バラエティー番組。2017年6月28日まで放送し7月5日から9月20日までは傑作選を放送。9月27日に最終回を迎えた後、10月2日から「夜のお楽しみ寝落ちちゃん」のタイトルでリニューアル再開された。
タイトルの「平岸」は北海道テレビ放送の本社所在地（2018年9月まで）の地名に由来する。

## 放送時間
- 木曜日0:50 - 1:20(水曜日深夜、2016年10月12日 - 2017年9月27日)
  - 再放送：水曜日1：20 - 1：50(火曜日深夜)
  - 2016年9月30日までは土曜日0:15 - 0:45(金曜日深夜)（再放送は金曜日1：15-1：45(木曜日深夜)）の放送だった。

## 出演者
主に札幌の劇団ELEVEN NINES や芸能事務所LOL等のメンバーが出演していた。
- ELEVEN NINES

明逸人
江田由紀浩
納谷真大
小島達子
廣瀬詩映莉（現 ヒロシエリ）
- カネコトモヤ（THE BOYS&GIRLS）
- ちゅらさん（大橋哲郎 教文13丁目笑劇一座）
- やまだ（元ペドロ軍団　現イネカリ 山田くん）
- 吉本直喜
- ちーしゃみん（ハートビット）
- 中川梨花

### 元出演者
- アフロンゲ丸山（丸山草多） - 吉本直喜とのお笑いコンビ「アフ&ヨッシー」で活動していた。2016年に死去[3]。
- Yes!アキト - 2015年12月より東京に活動拠点を移した。
- 蛎崎紗斗

## 主な企画
主にシリーズ展開された企画や、2017年夏季の傑作選で再放送された企画を掲載。
OKT48 (オモシロイを考え続ける48時間)
- 納谷真大・金子智也・丸山草多・吉本直喜・蛎崎紗斗の5名が48時間ぶっ通しで「テレビでやったら面白いこと」を考え続け挑戦する実録人間ドキュメント企画。2015年10月9日 - 30日放送。挑戦時間中の睡眠は交代で1人ずつ可能で、48時間ほぼ起きっぱなしで考え続ける。「面白い所」だけ放送しつまらなければお蔵入りとなり、出演料は放送分数に比例し10分につき1万円支給され、未放送シーンが増える程に時給が下がるルールとした。企画中には、北海道コンサドーレ札幌の小野伸二の自宅を訪問するシーンも放送された。

ドラマ「天の裁」
- 生命ある全ての者が絶命すると辿り着く、生前の善行・悪行をもとに来世の行方を決める天国の裁判所「天裁所」を舞台としたショートドラマ。2015年11月6日・13日に前後編として第1弾を放送。続編「天の裁2」を2016年2月12日・19日に前後編で放送。

キャスト
- 天裁官 - 河部愛
- 東天護人 - 中川梨花
- 西天察官 - 高橋まり
- ミツオ - 山口健太
同ドラマのプロローグにあたるショートコメディドラマ『W.C.』(2015年11月2日放送の前半パート)の主人公だが、なぜか天裁所に行く事になる。
- ハル - 大久保雛
「天ノ裁2」の被告人。自殺および自身の子の幼児殺人の疑いであの世の裁判にかけられた。

スタッフ
- 脚本・監督：海野祐至（北海道テレビ）
- 主題歌：Softly『会えない日々が私を強くする』（「天ノ裁2」ED）

北海道神経衰弱
- 北海道内各地の市町村にランダムに振り分けられたカードを用い、選んだカードのある場所の現地へ実際に出演者自身のドライブで赴いて神経衰弱をしながら北海道中を回るドライブ企画。
- 2016年1月22日 - 2月5日放送の第1回「広い北海道を10倍楽しもう!ワクワクドキドキ!2泊3日の神経衰弱」では全21枚のカードでワンペア成立で2万円の賞金、同年4月29日 - 5月20日の第2回「北海道神経衰弱」では89ペア178枚と引くと一発負けになるジョーカー1枚の計179枚を道内全179市町村に1枚ずつ振り分け、2泊3日の間に選んだカードの割り当てられた市町村へとドライブし続け優勝者には賞金3万円・最下位には神経衰弱企画の永久降板のルールとして実施。

まちびと～日本のどこかで待ち合わせ～
- 2名の挑戦者が、携帯電話を使わずに3時間ごとに送り合えるお互いの写真のみを手がかりに日本のどこかで合流できるかに挑戦する。
- 2016年2月26日・3月4日放送の第1回では札幌の芸人・やまだと東京の芸人・Yes!アキトが制限時間30時間・お小遣い3万円以内で挑戦。
- 2016年5月27日 - 6月10日放送の第2回では劇団イレブン☆ナイン所属の江田由紀浩・廣瀬詩映莉により江田が宮崎県の江田神社、廣瀬が奈良県の廣瀬大社で互いの名字の入った神社をスタート地点にし制限時間24時間・お小遣い5万円以内で挑戦。

ガールズ演劇密着
- ELEVEN NINEの納谷真大が演出を務める、アリスインプロジェクトによるガールズ演劇の札幌公演の舞台裏に密着するドキュメント。2016年6月17日に「アリスインデッドリースクール オルタナティブ・SAPPORO」、2017年5月17日から2週連続で「みちこのみたせかい」に密着。

惚れたい女とモテたい男
- アフ&ヨッシーなど男性芸人をMCに据え、男子会と女子会に分かれ男女の恋について論じ合う恋愛トークバラエティ企画。

トークバトル・私の中の本音と建前「天使と悪魔は同居する」
- 年齢・職業・価値観の違う6人の男女を集結させ、各世代ならではの本音を語るトークバラエティ企画。

何でも調べ隊～タクシーで10万円走ったら、どこまで行ける？～
- 視聴者からの寄せられた疑問に「自ら身をもって体験しホントの真実を知ろう」の心得のもと番組メンバーが挑戦する企画「何でも調べ隊」としてタクシーメーターの金額が10万円を越えるまでタクシーに乗り続ける。走行ルートは道なりに進み行き止まりがあれば運転手の判断とし高速道は使用せず法定速度遵守で走行する、休憩は2万円越え毎に15分、食事は8時台・12時台・19時台に摂るルールとした。
- 第1週ではHTB本社最寄駅の南平岸駅前からスタートし函館市で折り返し黒松内町まで長距離割引適用で走行距離464km・所要時間14時間50分、第2週ではちゅらさんが体力の限界で脱落した後平均値を調べるべく2回目の挑戦として小樽駅からスタートし旭川市内で折り返し江別市内まで長距離割引無しで走行距離362km・所要時間12時間50分、平均値は走行距離413km・所要時間13時間50分となった。エンディングでは「何でも調べ隊」について今後も視聴者からの疑問を募集するとしていたが続編制作は行われなかった。

美人×公式～＃ブスよりきっと得してる
- 吉本直喜が講師となり、女性生徒チーム・B7の7人に美人となるための仕草や立ち振舞いと行ったエッセンス「美人×公式」を教える。同様の企画として、一流と二流の極め方を教える「一流を極めたいオトナたち」も放送された。

GAME×GAME（ゲームバツゲーム）
- ゲームの女王の暇つぶしで集められた設定で、廣瀬詩映莉・江田由紀浩が下僕役のゲームプレイヤーとなり罰ゲームを賭けて様々なカードゲームやボードゲームに挑戦する。

密着バラエティ ハタチのキロク
- 2017年に20歳を迎えた廣瀬詩映莉が、イレブン☆ナインの先輩・江田由紀浩とともに20歳になってやりたい20の夢を叶えていく様子を密着するドキュメントバラエティ企画。挑戦する夢はランダムに引いて選び、夢を叶えるために向けた準備や交渉といった一切のことは全て自分で行わなければならない。

生中継＆生配信！深夜のススキノ生かくれんぼ
- 2017年6月28日に放送された番組唯一の生放送企画。同年秋からの番組リニューアルに向けて、新番組名の権利を争奪してすすきのにて生放送と3つのライブ配信サービスとTwitterを用いてかくれんぼを行った。
- 事前募集された「○○ちゃん」のテンプレートによる番組名案の中から子役がいずれか一つを選び新番組案とし、江田由紀浩がツイキャス・カネコトモヤがLINE LIVE・ちゅらさんがPeriscopeを用いて近況を生配信しながらどこかに隠れ、10分以内に隠れきると新番組名案を採用、テレビでは鬼役の廣瀬詩映莉がTwitterを用いて専用ハッシュタグ「#しえりかくれんぼ」に視聴者から寄せられた情報を元に捜索する様子を放送し全員を捕まえると「平岸我楽多団」が「がらくたちゃん」のタイトルで存続となっていたが、隠れた3人のうち「寝落ちちゃん」を提示した江田と「夜のお楽しみちゃん」を提示したちゅらさんが隠れきったため両者案を折衷し、「夜のお楽しみ寝落ちちゃん」のタイトルでリニューアルされる事となった[11]。

## 受賞歴
- 第11回札幌国際短編映画祭（2016年）[12]
  - ショートドラマ「少年のバス」ナショナルプログラム入選
  - ショートドラマ「ファイト！」北海道セレクション入選